# Lemuriformes
Lemuriformes es un infraorden de primates que se encuentra por debajo del suborden  Strepsirrhini.  Incluye a los lémures de Madagascar, como también a los galagos y lorisidios de África y Asia, aunque una taxonomía alternativa popular ubica a los lorisoidos en su propio infraorden, Lorisiformes.
Los primates Lemuriformes se caracterizan por un peine de dientes, un conjunto de dientes especializados en la parte frontal, inferior de la boca especialmente utilizados para peinar su pelaje durante el acicalamiento.

## Historia evolutiva
El origen de los Lemuriformes es incierto y sujeto a debate.  El paleontólogo norteamericano Philip Gingerich propuso que los primates lemuriformes evolucionaron de uno de varios géneros de adápidos europeos basándose en similitudes entre los dientes frontales inferiores de los adápidos y los dientes peines existentes en los lemuriformes; sin embargo, esta idea no es muy apoyada a causa de la falta de fósiles de transición claros.  En cambio, es posible que los lemuriformes hayan descendido de una rama muy primitiva de cercamoniines o sivaladápidos asiáticos que inmigraron hacia el norte de África.
Hasta los descubrimientos de tres lorisoideos fósiles de 40 millones de años de antigüedad (Karanisia, Saharagalago, y Wadilemur) en el yacimiento de El Fayum de Egipto entre 1997 y 2005, los lemuriformes más antiguos conocidos procedían del Mioceno temprano (~20 mya) de Kenia y Uganda.  Estos nuevos hallazgos demuestran que los primates lemuriformes estuvieron presentes durante el Eoceno medio en Afro-Arabia y que el linaje lemuriforme y todos los demás taxones de estrepsirrinos habían divergido antes de esa época. Djebelemur de Túnez data de finales del Eoceno temprano o principios del Eoceno medio (52 a 46 mya) y se ha considerado un cercamoniino, pero también puede haber sido un lemuriforme de tallo.  Los Azibiids de Argelia datan aproximadamente de la misma época y pueden ser un grupo hermano de los djebelemurid.  Junto con Plesiopithecus del Eoceno tardío de Egipto, los tres pueden calificarse como los lemuriformes madre de África.
Las estimaciones del reloj molecular indican que los lémures y los lorisoides divergieron en África durante el Paleoceno, aproximadamente 62 mya.  Entre 47 y 54 mya, los lémures se dispersaron a Madagascar por rafting.  En el aislamiento, los lémures se diversificaron y ocuparon los nichos que hoy suelen ocupar monos y simios.  En África, los loris y los galagos divergieron durante el Eoceno, aproximadamente 40 mya.  A diferencia de los lémures de Madagascar, han tenido que competir con monos y simios, así como con otros mamíferos.

## Clasificación taxonómica
La mayor parte de la literatura académica proporciona un marco básico para la taxonomía de los primates, que suele incluir varios esquemas taxonómicos potenciales.  Aunque la mayoría de los expertos están de acuerdo con la filogenia, muchos no están de acuerdo con casi todos los niveles de clasificación de los primates.
Dentro de los Strepsirrhini, dos clasificaciones comunes incluyen dos infraórdenes (Adapiformes y Lemuriformes) o tres infraórdenes (Adapiformes, Lemuriformes, Lorisiformes).  Una taxonomía menos común sitúa al aye-aye (Daubentoniidae) en su propio infraorden, Chiromyiformes.  En algunos casos, los plesiadapiformes se incluyen dentro del orden Primates, en cuyo caso Euprimates se trata a veces como un suborden, con Strepsirrhini convirtiéndose en un infraorden, y los Lemuriformes y otros se convierten en parvorders.  Independientemente de la taxonomía infraordinal, los estrepsirrinos de la corona están compuestos por 10 familias, tres de las cuales están extintas.  Estas tres familias extintas incluyen a los lémures gigantes de Madagascar, muchos de los cuales se extinguieron en los últimos 1.000 años tras la llegada del hombre a la isla.
| 2 infraórdenes | 3 infraórdenes | 4 infraórdenes |
| --- | --- | --- |
| - Orden Primates - Suborden Strepsirrhini - Infrorden † Adapiformes - Infraorden Lemuriformes - Superfamilia Lemuroidea - Superfamilia Lorisoidea - Suborden Haplorhini | - Orden Primates - Suborden Strepsirrhini - Infraorden † Adapiformes - Infraorden Lemuriformes - Superfamilia Lemuroidea - Infraorden Lorisiformes - Superfamilia Lorisoidea - Suborden Haplorhini | - Orden Primates - Suborden Strepsirrhini - † Infraorden Adapiformes - Infraorden Chiromyiformes - Infraorden Lemuriformes - Superfamilia Cheirogaleoidea - Superfamilia Lemuroidea - Infraorden Lorisiformes - Superfamilia Lorisoidea - Suborden Haplorhini |

Cuando Strepsirrhini se divide en dos infraórdenes, el clado que contiene todos los primates con dientes puede llamarse "lemuriformes".  Cuando se divide en tres infraórdenes, el término "lemuriformes" se refiere sólo a los lémures de Madagascar, y los primates con dientes se denominan "estrepsirrinos de la corona" o "estrepsirrinos existentes".  La confusión de esta terminología específica con el término general "estrepsirrino", junto con comparaciones anatómicas excesivamente simplificadas y vagas inferencias filogenéticas, puede llevar a conceptos erróneos sobre la filogenia de los primates y a malentendidos sobre los primates del Eoceno, como se ha visto con la cobertura mediática de Darwinius.  Debido a que los esqueletos de los adapiformes comparten fuertes similitudes con los de los lémures y loris, los investigadores se han referido a menudo a ellos como estrepsirrinos "primitivos", ancestros de los lémures, o un grupo hermano de los estrepsirrinos vivos.  Se incluyen en Strepsirrhini, y se consideran miembros basales del clado.  Aunque no se cuestiona su condición de verdaderos primates, la dudosa relación entre los adapiformes y otros primates vivos y fósiles conduce a múltiples clasificaciones dentro de Strepsirrhini.  A menudo, los adapiformes se colocan en su propio infraorden debido a las diferencias anatómicas con los lemuriformes y a su relación poco clara.  Cuando se destacan los rasgos compartidos con los lemuriformes (que pueden o no ser sinapomórficos), a veces se reducen a familias dentro del infraorden Lemuriformes (o superfamilia Lemuroidea).

## Anatomía y fisiología
Los lémures son un grupo diverso en términos morfológicos y fisiológicos. Algunos, como por ejemplo los lepilemúridos y los índridos, tienen las extremidades inferiores más largas que las superiores y son excelentes saltadores. Como comedores de hojas que son, los índridos cuentan con un aparato digestivo especializado, con glándulas salivales muy desarrolladas, un estómago espacioso y un  intestino ciego alargado que facilita la fermentación. El lémur enano de orejas peludas tiene una lengua muy larga que le permite alimentarse de néctar, y el lémur de panza roja tiene una lengua similar a un cepillo, también especialmente adaptada para alimentarse de néctar y polen. El ay-ay ha desarrollado algunas características que son únicas entre los primates y que lo distinguen de los otros lémures. Estos rasgos diferenciadores incluyen unas incisivos de crecimiento continuo, igual que los de los roedores, que le permiten mordisquear madera y materiales de caparazón duro, un dedo mediano filiforme (muy fino, en forma de filamento) para extraer comida de agujeros diminutos, unas grandes orejas similares a las de los murciélagos, o el uso de señales acústicas para buscar alimento.
Los lemuriformes cuentan con una enorme variedad de tamaños, incluyendo el primate más pequeño del mundo y, hasta hace poco, algunos de los más grandes. Actualmente, su medida va desde los 30 g del lémur ratón de Madame Berthe hasta los 7-9 kg del indrido y el sifaca de diadema, pero, si se tienen en cuenta las especies recientemente extintas, su gamma de medidas se extiende hasta el equivalente al de un gorila macho, con los 160-200 kg de Archaeoindris fontoynonti.

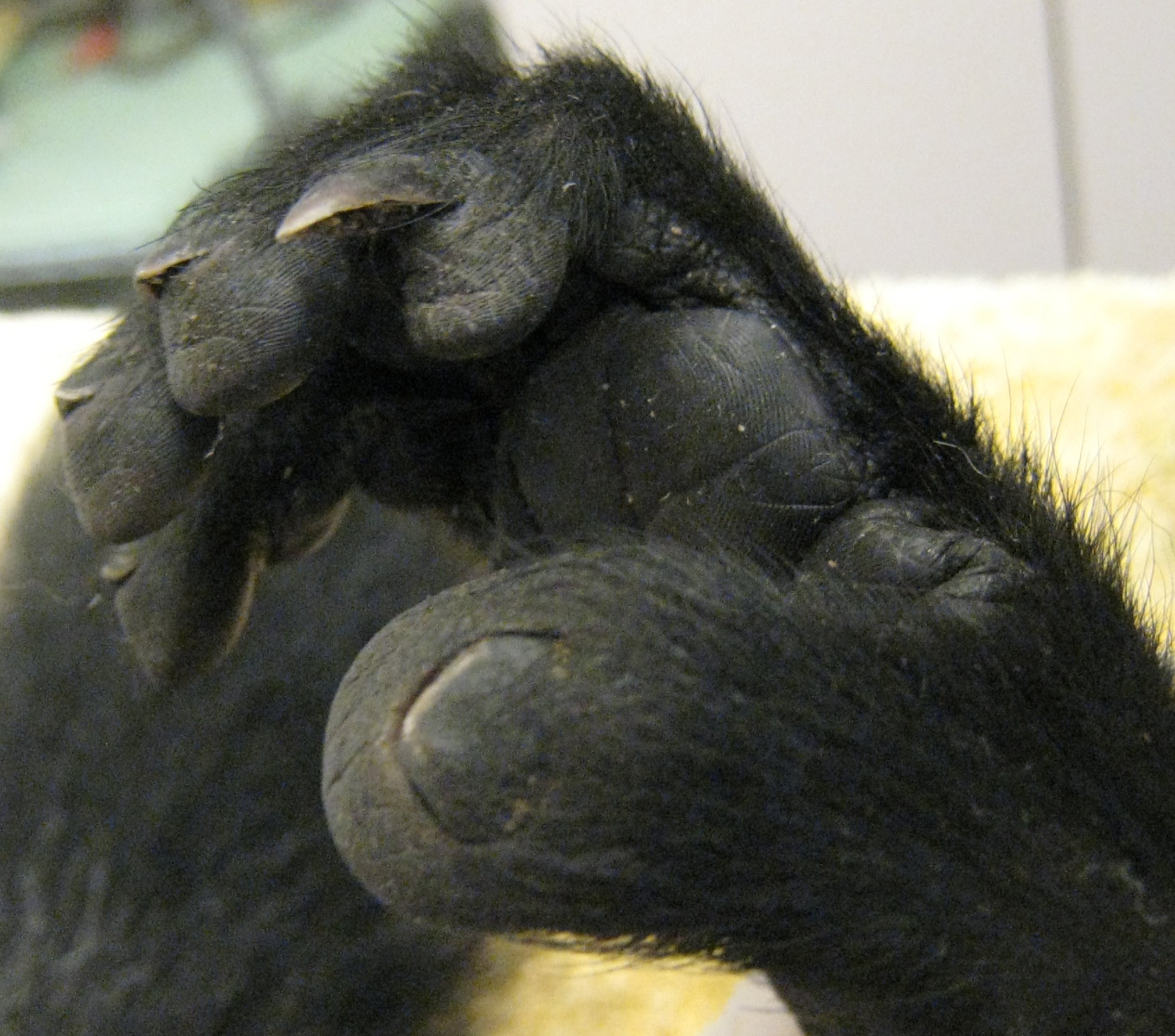
Primer plano del pie de un lémur de collar, donde se aprecian la característica zarpa de limpieza de los lémures en el segundo dedo y uñas en los otros dedos del pie.

Como todos los primates, los lémures tienen cinco dedos divergentes dotados de uñas (en la mayoría de casos) en las manos y los pies. La mayoría tienen una uña alargada y contraída lateralmente, llamada zarpa de limpieza en el segundo dedo del pie, la cual utilizan para rascarse y acicalarse. Además de esta zarpa, los lémures presentan otros rasgos característicos de los primates estrepsirrinos, como por ejemplo el rinari (o «nariz húmeda», principal diferencia con los haplorrinos, un órgano de Jacobson totalmente funcional que detecta feromonas, una barra ósea postorbital y la cavidad ocular sin cierre postorbital, sínfisis mandibular no fusionada (mandíbulas izquierda y derecha separadas), y una proporción cerebro-cuerpo demasiado baja.
Los rasgos compartidos con otros primates prosimios también incluyen uno útero bicorne (con dos cuernos, en forma de Y) y placentación epitelicorial. Como sus pulgares solo son pseudooponibles, lo que hace que se muevan de manera menos independiente de los otros dedos, son menos hábiles en la hora de coger y manipular objetos. El hallux (primer dedo del pie) está muy desarrollado, cosa que hace más fácil agarrarse a las ramas de los árboles. Un error bastante común es la creencia que los lémures tienen una cola prensil; aun así, es una característica que entre los primates solo se da en los monos del Nuevo Mundo y, más concretamente, los atélidos. Los lémures cuentan con un sentido del olfato muy desarrollado, un rasgo compartido con la mayoría de los otros mamíferos y primates primitivos, pero no como los primates superiores, que se orientan principalmente con la vista.
Los lémures son atípicos por la gran variedad de las estructuras sociales que tienen, a pesar de que generalmente carecen de dimorfismo sexual en cuanto a la medida y la morfología de las dientes caninos. Aun así, en algunas especies las hembras suelen ser más grandes, y dos especies del género Eulemur), el lémur de jefe gris y el lémur moreno de frente rojo, presentan diferencias de medida en los caninos. Entre los lémures morenos se da cierto dicromatismo sexual (diferencias entre los sexos en la coloración de la piel), a pesar de que esta diferencia varía desde algo aparente, como en el lémur negro, a casi imperceptible en el lémur moreno.
Se ha descubierto recientemente que hay lémures que forman complejos crípticos de especies, especialmente entre los lémures comadreja y los lémures ratón. Las subespecies de lémures comadreja se solían definir basándose en pequeñas diferencias morfológicas, a pesar de que nuevas pruebas genéticas han apoyado el estatus de especie propia otorgado a varias poblaciones regionales. En el caso de los lémures ratón, el lémur ratón gris, el lémur ratón de Ravelobe y el lémur ratón de Goodman hace poco eran considerados como una única especie, hasta que fueron identificados como especies crípticas por pruebas genéticas.